# Георгиев, Владимир (шахматист)
Владимир Георгиев (род. 27 августа 1975, Добрич) — македонский (ранее — болгарский) шахматист, гроссмейстер (2000). Старший тренер ФИДЕ (2014).
Чемпион Болгарии (1995) и Македонии (2007).
В составе сборной Болгарии участник 32-й Олимпиады (1996) и сборной Македонии участник 6-и Олимпиад (2002—2012).

## Изменения рейтинга
| Графики недоступны из-за технических проблем. См. информацию на Фабрикаторе и на mediawiki.org. |